# Nikolai Iwanowitsch Lieberich
Nikolai Iwanowitsch Lieberich, auch Nikolaus Lieberich,; * 1828 in Sankt Petersburg; † 29. Maijul. / 10. Juni 1883greg. ebenda) war ein russischer Tierbildhauer des 19. Jahrhunderts.

## Leben
Lieberich stammte aus einer deutsch-russischen lutherischen Familie. Er war der Sohn des Petersburger Postdirektors und Hofrats Johann Kaspar Lieberich (1771–1834) und seiner Frau Luise, geb. Rheinbott (1788–1871). Er schlug die Offizierslaufbahn ein, diente 1848 als Leutnant in der Chevaliergarde und wurde 1852 Stabskapitän bei den Leuchtenberg-Husaren. Mit dem Charakter als Oberst verabschiedet, wurde er 1861 als Schüler von Peter Clodt von Jürgensburg in die Petersburger Kunstakademie aufgenommen und spezialisierte sich auf Tierskulpturen und Jagdszenen. Er schuf eine Vielzahl von Tierstatuetten, insbesondere von Pferden, die in Bronze und Silber gegossen einen weiten Abnehmerkreis fanden. Jewgeni Alexandrowitsch Lansere war sein wichtigster Schüler.